# Tusnamitsu Adachi
Tusnamitsu Adachi (安立 綱光?, Adachi Tsunamitsu; 15 settembre 1901 – 2 dicembre 1981) è stato un entomologo giapponese.

## Biografia
Militare tra il 1921 e il 1922, entrò nella facoltà di agraria dell'Università imperiale di Tokyo nel 1925. In questa stessa struttura, divenne assistente nel 1932 e quindi professore associato nel 1948. Nel 1954 accettò il posto di professore all'Università Toyo. Si ritirò nel 1976.
È autore di 75 articoli, la maggior parte dei quali riguardo l'entomologia, principalmente sugli Stafilinidi. È inoltre l'autore di undici nuove specie endemiche del Giappone.

## Riferimenti
- Lee H. Herman (2001). Catalog of the Staphylinidae (Insecta: Coleoptera). 1758 to the end of the Second Millennium. I. Introduction, History, Biographical Sketches, and Omaliine Group, Bulletin of the American Museum of Natural History, 265 : i+vi + 649 p. (ISSN 0003-0090)

| Controllo di autorità | VIAF (EN) 258939723 · ISNI (EN) 0000 0003 8008 9959 · NDL (EN, JA) 00000512 |